# Cenate Sotto
Cenate Sotto est une commune italienne de la province de Bergame dans la région Lombardie en Italie.

## Administration
| Période                                  | Période | Identité | Étiquette | Qualité |
| ---------------------------------------- | ------- | -------- | --------- | ------- |
|                                          |         |          |           |         |
| Les données manquantes sont à compléter. |         |          |           |         |

### Hameaux
Cascina Serbello, Tesolta, Quadra, Veneziane, Brugaletti.

### Communes limitrophes
Cenate Sopra, San Paolo d'Argon, Scanzorosciate, Trescore Balneario.